# Émile Meyerson
Émile Azriel Meyerson (Lublin, 12 februari 1859 - Parijs, 2 december 1933) was een Frans filosoof en chemicus, van Poolse origine. Zijn werk situeert zich binnen de wetenschapsfilosofie, waar hij een criticus was van het (toen) heersende positivisme. Daartegenover plaatst hij een realistische epistemologie, gebaseerd op het principe van identiteit. Meyerson stond in contact met veel van de voornaamste wetenschappers en filosofen van zijn tijd, waaronder Albert Einstein, Lucien Lévy-Bruhl, Léon Brunschvicg, André Lalande en Paul Langevin.
Doorheen de wetenschapsgeschiedenis zag hij een vergaande continuïteit, gecentreerd rond dit begrip identiteit, dat als standaard voor wetenschappelijke verklaringen gold. Specifiek ziet hij twee universele psychische principes aan het werk: het principe van wetmatigheid en het principe van oorzakelijkheid. Hoewel wetenschappelijke verklaringen van de werkelijkheid doorheen de geschiedenis wel degelijk veranderen, liggen volgens Meyerson toch steeds deze twee principes aan de basis. Daartegenover stond wel een reeks irrationele elementen, die in elke periode aanwezig waren, maar die overwonnen moesten worden. Dit staat centraal in zijn bekendste werk Identité et réalité (1908).
Verder was hij ook een van de eersten die een filosofische duiding trachtte te geven aan de relativiteitstheorie, namelijk in zijn boek La déduction relativiste (1925). Als reactie daarop schreef Gaston Bachelard zijn boek La valeur inductive de la relativitée (1929). Terwijl Meyerson stelde dat de relativiteitstheorie geen breuk, maar een voortzetting was van de voorgaande wetenschappelijke inzichten en het alledaagse denken, stelde Bachelard juist dat het enkel begrepen kon worden als een radicale breuk met Newton. Dit was het begin van een langdurige polemiek tussen beide schrijvers, en in vele werken van Bachelard wordt Meyerson dan ook geviseerd als vijand. Dit heeft er mede toe bijgedragen dat Meyersons eigen werken in de vergetelheid raakten en niet meer gelezen werden. In de laatste decennia is er weer meer aandacht voor zijn werk, onder meer ook omdat Thomas Kuhn, in diens The Structure of Scientific Revolutions (1962) expliciet naar Meyerson verwijst als een van zijn grote inspiratiebronnen.